# Tridax
Tridax là một chi thực vật có hoa trong họ Cúc (Asteraceae).

## Loài
Chi Tridax gồm các loài: